# Idioma yanyuwa
El yanyuwa (también yanyula o anyula) es una lengua de la familia pama-ñungana hablada por el grupo sociocultural Yanyuwa, localizado alrededor de la localidad de Borroloola (en yanyuwa: burrulula), en el Territorio del Norte, Australia.
El yanyuwa, como muchas lenguas aborígenes australianas, es una lengua aglutinante cuya compleja gramática está basada en un sistema de dieciséis clases de sustantivos, cuyas combinaciones son complicadas y numerosas. El yanyuwa es una lengua ergativa.

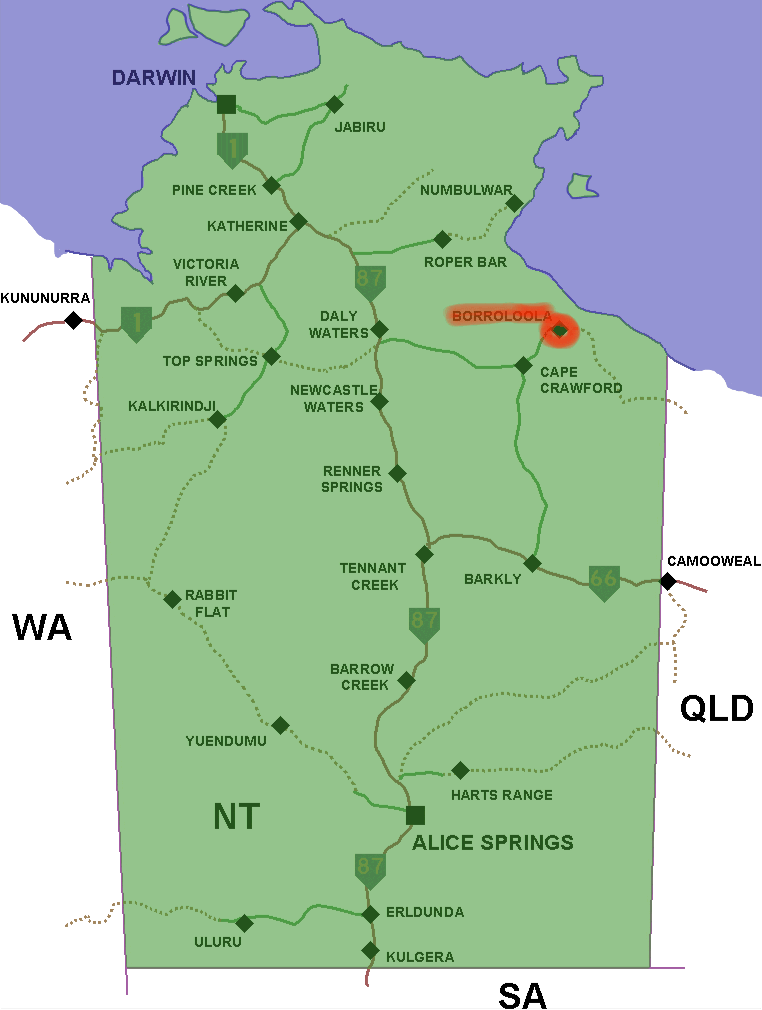
Localización de Borroloola (en rojo).

El yanyuwa está en peligro crítico de desaparición, con apenas siete personas yanyuwahablantes. A pesar de esto, el antropólogo John Bradley, que ha trabajado con el yanyuwa durante tres décadas (y que también habla fluido la lengua), ha producido un diccionario y una gramática enorme de la lengua junto con un atlas cultural, por lo que la posibilidad de una extinción inminente del yanyuwa puede ser contrarrestada.
Los portavoces del yanyuwa también han promocionado activamente la realización de películas en yanyuwa y han comenzado más recientemente un proyecto para animar historias y songlines importantes. Tres películas importantes que han hecho son Kanymarda Yuwa (Dos Leyes), Buwarrala Akarriya (Viaje del Este) y Ka-wayawayama (Danza del Avión). Las tres películas tienen narrativas extensas en yanyuwa, con subtítulos.